# Gabrița, Șumen
Gabrița (în bulgară Габрица) este un sat în comuna Veneț, regiunea Șumen,  Bulgaria. 

## Demografie
Componența etnică a satului Gabrița
     Nicio identificare (13,62%)
     Romi (35,79%)
     Turci (49,65%)
     Bulgari (0,92%)
La recensământul din 2011, populația satului Gabrița era de 433 locuitori. Nu există o etnie majoritară, locuitorii fiind turci (49,65%) și romi (35,79%). Pentru 13,62% din locuitori nu este cunoscută apartenența etnică.